# Kanton Courpière
Courpière is een voormalig kanton van het Franse departement Puy-de-Dôme. Het kanton maakte deel uit van het arrondissement Thiers. Het werd opgeheven bij decreet van 21 februari 2014, met uitwerking op 22 maart 2015. Acht gemeenten werden opgenomen in het nieuwe kanton Les Monts du Livradois, de overige twee toegevoegd aan het kanton Thiers.

## Gemeenten
Het kanton Courpière omvatte de volgende gemeenten:
- Aubusson-d'Auvergne
- Augerolles
- Courpière (hoofdplaats)
- Olmet
- La Renaudie
- Sainte-Agathe
- Sauviat
- Sermentizon
- Vollore-Montagne
- Vollore-Ville